# Declaració de Sobirania d'Estònia

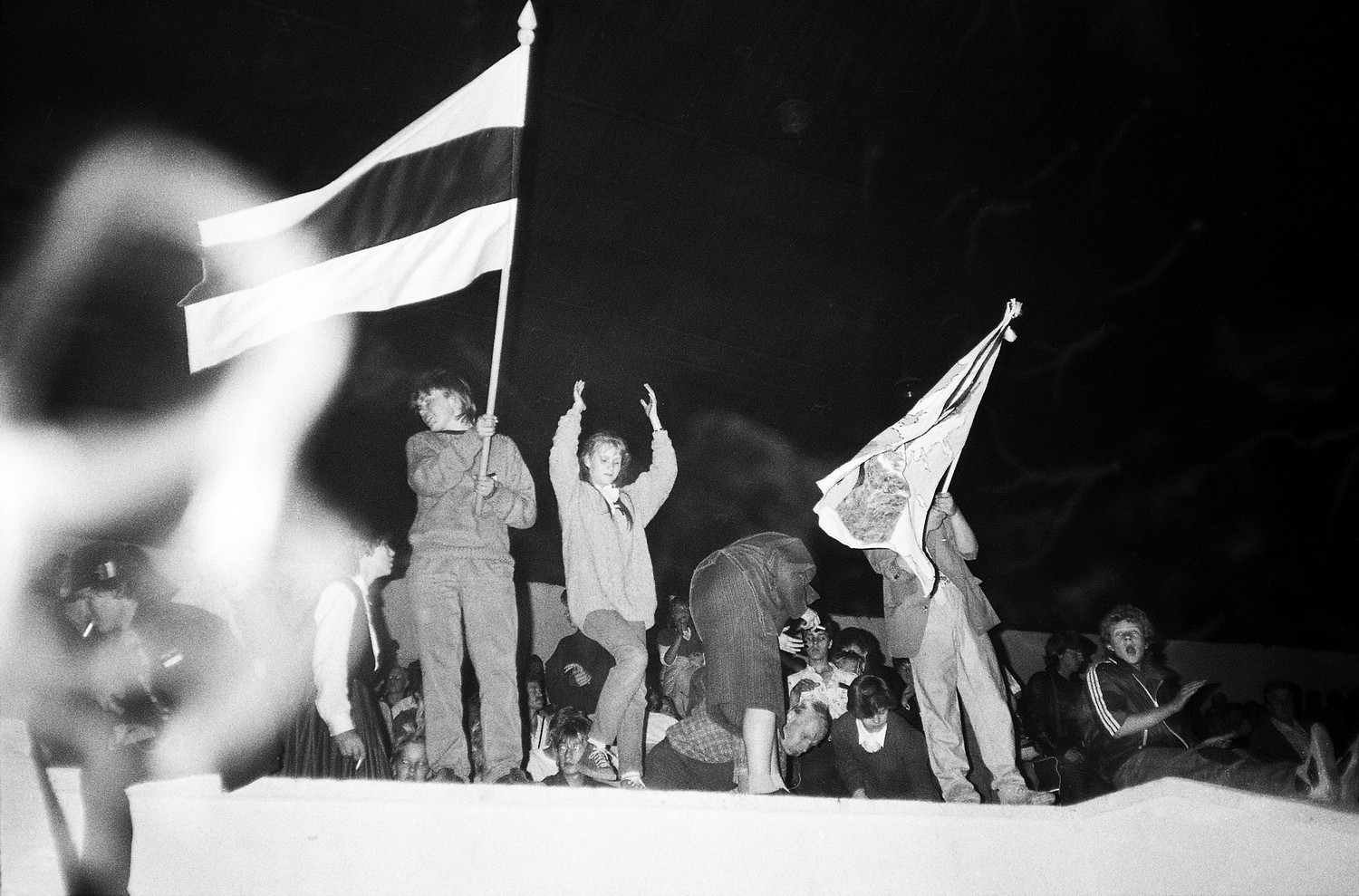
La Revolució Cantant el 1988.

La Declaració de Sobirania d'Estònia (en estonià: Deklaratsioon Eesti NSV suveräänsusest) és un text que es va publicar el 16 de novembre de 1988 durant la Revolució Cantant a la República Socialista Soviètica d'Estònia. Afirmava la sobirania d'Estònia i la supremacia de les lleis estonianes per sobre les de la Unió de Repúbliques Socialistes Soviètiques (URSS). El parlament d'Estònia també va reclamar tots els recursos naturals dins de les fronteres d'Estònia: la terra, les aigües continentals, els boscos, els dipòsits minerals i els mitjans de producció industrial, l'agricultura, la construcció, els bancs estatals, el transport, els serveis municipals, etc.

## Context
Després de la Segona Guerra Mundial, Estònia va perdre la seva sobirania i esdevingué una República Soviètica. La majoria dels Estats occidentals capitalistes es van negar a reconèixer la incorporació de jure d'Estònia a la Unió Soviètica i només van reconèixer de facto el govern de la RSS d'Estònia.
En la dècada dels anys 1980, es van introduir noves polítiques des del govern soviètic en el marc de la perestroika i la glàsnost. Com a resultat, es van desenvolupar els esdeveniments que van portar a la independència de les tres nacions bàltiques, Estònia, Letònia i Lituània. En el marc d'aquests esdeveniments, el 16 de novembre de 1988, el Soviet Suprem d'Estònia va adoptar la Declaració de Sobirania de la República Socialista Soviètica d'Estònia.
Estònia va restaurar la seva independència quasi tres anys després de llur declaració de sobirania, el 20 d'agost de 1991.

## La Declaració
DECLARACIÓ DEL SOVIET SUPREM DE LA REPÚBLICA SOCIALISTA SOVIÈTICA D'ESTÒNIA EN RESPECTE A LA SOBIRANIA DE LA RSS D'ESTÒNIA
El poble d'Estònia ha llaurat la seva terra aquí, a la vora del mar Bàltic i ha desenvolupat la seva cultura durant més de 5.000 anys. El 1940, el poble relativament homogeni, amb aproximadament un 94 per cent d'estonians dins dels límits actuals d'Estònia, amb l’autonomia cultural per a moltes nacions minoritàries, i l’estat estonià sobirà van ser incorporats a la Unió Soviètica. Les garanties de sobirania es creia en aquell moment que es conservaven, com també el floriment de la nació. La política interna sota l'estalinisme i durant el període d'estancament va ignorar els objectius fixats per la Constitució. Com a resultat, a Estònia, una situació desfavorable s'ha desenvolupat demogràficament per als estonians, que són la població indígena a les terres estonianes, el medi natural de moltes regions de la República ha caigut en un estat catastròfic i la desestabilització continuada de l'economia té un efecte negatiu en el nivell de vida de tota la població.
Per superar la crisi, el Soviet Suprem de la RSS d'Estònia veu un únic camí específic: el desenvolupament d’Estònia ha de tenir lloc en condicions de sobirania. La sobirania de la República Estònia significa que, a través dels seus òrgans suprems de poder i administració i òrgans judicials, té el poder suprem al seu territori. La sobirania de la República Estònia és una i indivisible. D’acord amb això, l’estat futur de la República dins de la Unió Soviètica podria ser determinat pel contracte de la Unió.
El Soviet Suprem de la RSS d'Estònia no està d’acord amb les esmenes i addicions a la Constitució de l’URSS proposada pel Presídium del Soviet Suprem de l'URSS que exclouen el dret constitucional de la RSS estoniana a l’autodeterminació. Basant-se en els pactes internacionals sobre drets econòmics, socials, culturals i civils i polítics del 16 de setembre de 1966, que també han estat ratificats per la Unió Soviètica i, basant-se també en altres normes de drets internacionals, l’òrgan superior del poder del poble de la RSS d'Estònia declara la supremacia de les seves lleis sobre el territori de la RSS d'Estònia, fins que el contracte de la Unió és finalitzat.
Els canvis i les incorporacions a la Constitució de l'URSS entraran en vigor en el territori de la República d'Estònia després que hagin estat aprovats pel Soviet Suprem de la República d'Estònia i els canvis corresponents a la Constitució de la República Estònia s'han portat a terme.
El Soviet Suprem de la RSS d'Estònia fa una crida a totes aquelles persones que han vinculat el seu destí amb la terra estoniana per consolidar-se amb la finalitat de construir una societat estoniana democràtica i socialista. La implementació jurídica i de fet de la sobirania significa alhora que el poble estonià no estarà d'acord en el futur amb cap llei que discrimini contra els representants de qualsevol altra nacionalitat que viu a Estònia.

Tallinn, 16 de novembre de 1988